# فرانسیسکا برانتنر
فرانسیسکا برانتنر (انگلیسی: Franziska Brantner؛ زادهٔ ۲۴ اوت ۱۹۷۹) سیاستمدار اهل آلمان است. او در نوینبورگ آم راین ایالت بادن-وورتمبرگ بزرگ شده‌است.